# 2000 SE331
2000 SE331, também escrito como 2000 SE331, é um objeto transnetuniano (TNO) que está localizado no cinturão de Kuiper, uma região do Sistema Solar. Este corpo celeste é classificado como um cubewano. Ele possui uma magnitude absoluta (H) de 7,9 e, tem um diâmetro estimado com cerca de 116 km.

## Descoberta
2000 SE331 foi descoberto no dia 23 de setembro de 2000 pelo astrônomo B. Gladman.

## Órbita
A órbita de 2000 SE331 tem uma excentricidade de 0.000 e possui um semieixo maior de 43.525 UA. O seu periélio leva o mesmo a uma distância de 43.525 UA em relação ao Sol e seu afélio a 43.525.